# Fàbrica d'Anxoves (Cadaqués)
Fàbrica d'Anxoves és un edifici del municipi de Cadaqués (Alt Empordà) inclòs en l'Inventari del Patrimoni Arquitectònic de Catalunya.

## Descripció
Casa que ocupa una cantonada entre tres carrers: de la Fitora, de l'Hort d'en Sanés, i de l'Amargura.
Antiga casa burgesa que ha patit transformacions en la seva planta baixa, on algunes portes s'han convertit en finestres. També s'ha modificat la coberta que en el seu origen era plana, tal com ho denoten els òculs de ventilació del terrat a la catalana, encara existents. La façana al carrer de la Fitora, de planta baixa i tres nivells, té un accés a una galeria d'art. Algunes de les portes que presenten arc rebaixat i que donen accés a l'antic ús artesanal, s'han tapiat i han aparegut noves finestres. La façana s'estructura en tres eixos de simetria vertical, amb balcons a la planta primera i finestrals a la planta primera i segona. En planta tercera, hi ha una zona de porxada aprofitant el desnivell de la coberta inclinada. Els brancals i la llinda corresponents a la porta d'accés al carrer de la Fitora estan constituïts amb pedra.
La façana del carrer Hort d'en Sanés té la mateixa estructura que la descrita.
La façana posterior, presenta obertures més petites però continua mantenint els tres eixos de simetria. L'eix de l'esquerra correspon a l'escala que dona accés als habitatges.

## Història
Antiga casa burgesa. La planta baixa va ser utilitzada en els seus orígens com a magatzem de salaons, tot i que no ha estat possible obtenir-ne més informació.
El 27 de juliol de l'any 1973 va néixer una improvisada galeria d'art (l'actual galeria Cadaqués Dos) aprofitant l'antic magatzem de la fàbrica de salaó, propietat en aquell moment del pintor italià Lanfranco Bombelli. La galeria romandria oberta fins al 1997. S'havia convertit en un lloc de reunió d'artistes i amics, per donar un impuls als interessos culturals i el desig de promoure el diàleg amb l'art, sobretot el vinculat a la vila de Cadaqués.
La construcció, cantonera, apareix en el plànol històric del 1892 (Port de Cadaqués, 1892 - AHCOAC).